# Georg Achen
Pour les articles homonymes, voir Achen.
Georg Nicolai Achen, né le 23 juillet 1860 à Frederikssund et mort le 6 janvier 1912 à Frederiksberg, est un peintre danois. L'un des naturalistes les plus accomplis de sa génération, à partir des années 1890, il se spécialise dans les portraits.

## Biographie

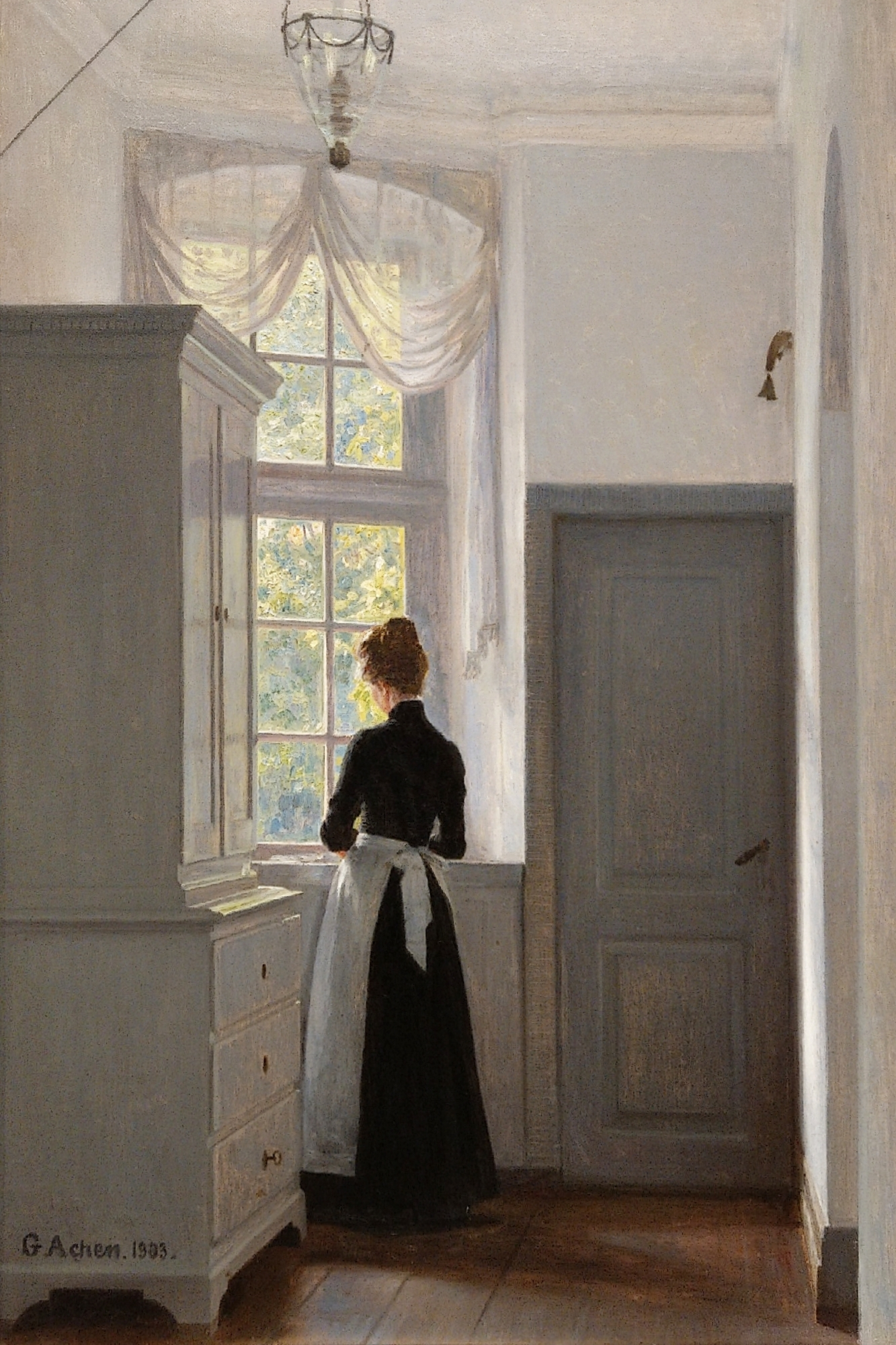
Drømmevinduet (1903)

Georg Nicolai Achen naît le 23 juillet 1860 à Frederikssund. Installé avec sa famille à Copenhague en 1871, il est le frère cadet de l'architecte Eggert Achen. Il étudie d'abord la peinture auprès de Vilhelm Kyhn avant de fréquenter l'Académie royale des beaux-arts du Danemark de 1877 à 1883. Par la suite, il et élève de PS Krøyer à la Kunstnernes Frie Studieskoler. Il expose pour la première fois à Charlottenborg en 1883 et à Den Frie en 1896.
Dans les années 1880, il peint principalement des paysages, mais à partir des années 1890, il devient l'un des portraitistes les plus populaires du Danemark, réalisant des tableaux particulièrement artistiques des membres de sa famille. Sous l'influence de Vilhelm Hammershøi,, ses intérieurs avec une figure féminine sombre dans des teintes roses, grises et brunâtres témoignent de son approche simple et esthétique. L'une de ses œuvres les plus appréciées est Drømmevinduet (La fenêtre du rêve), une peinture à l'huile d'une femme de chambre regardant par l'une des fenêtres de Liselund Slot, peinte en 1903,.
Georg Achen meurt le 6 janvier 1912 à Frederiksberg.

## Récompenses
En 1890, il reçoit la médaille Thorvaldsen pour Min Moders Portræt, un portrait de sa mère.